# Історія дослідження Австралії
Історія дослідження Австралії — історія відкриття та дослідження Австралії європейцями.

## Передісторія
Античні та середньовічні європейські космографи створили гіпотезу про Південний материк який мав займати більшу частину Південної півкулі і врівноважувати масу суші Північної півкулі. Цей гіпотетичний материк у Середньовіччя називали лат. Terra Australis incognita — тобто «Невідома Південна Земля». У XIX столітті ця назва, але вже без епітета «невідома», за пропозицією англійця Метью Фліндерса закріпилася за Австралійським материком.
Звісно, і до відкриття Австралії європейцями вона не була повністю ізольованою від решти світу. Деякі племена аборигенів північної Австралії підтримували періодичні торгові контакти із папуасами Нової Гвінеї та малайцями. Так само здавна північна околиця континенту певно була відома деяким індонезійським племенам. Деякі факти дозволяють стверджувати, що біля північно-західного узбережжя Австралії свого часу зупинялися (чи розбивалися) кораблі що прямували з Африки (найімовірніше з Мадагаскару) в напрямку Індонезійського архіпелагу.

## Відкриття узбережжя
1526 року португалець Жоржі де Мінезіш відкрив біля екватора північно-західний виступ Нової Гвінеї (півострів Вогелкоп).
В 1545 році іспанець Іньїго Ортіс де Ретес пройшов уздовж усього північного узбережжя Нової Гвінеї (власне, саме він дав їй цю назву), а в 1606 році іспанець Луїс Ваес де Торрес, пливучи від Нових Гебрид до Філіппін, відкрив південний берег Нової Гвінеї. При цьому він пройшов через протоку, пізніше названу його іменем, між Австралією та Новою Гвінеєю, і тим довів, що остання є величезним островом. В Арафурському морі він помітив на південному заході великі острови. Безсумнівно то був північний берег Австралії з прилеглими островами. Але відкриття Торреса було засекречене іспанцями.
Усі інші значні відкриття берегів Австралії в XVII столітті здійснили голландські моряки тому її називали Новою Голландією. На берегах материка, майже безлюдних та переважно пустельних, вони не заснували жодного поселення. В 1606 році Віллем Янсзон пройшов уздовж південного берега Нової Гвінеї, не помітивши західний вхід в Торресову протоку, і відкрив західний берег півострова Кейп-Йорк до 14-го градуса південної широти. Узбережжя Західної Австралії відкрили:
- в 1616 році Дерк Хартог — ділянку між 23-м та 27-м градусами південної широти;
- в 1619 році Фредерік де Гаутман і Я. Едел — ділянку між 27-м і 33-м градусами південної широти;
- в 1622 році команда корабля «Льовін» — південно-західний півострів Австралії між 33-м та 35-м градусами південної широти;
- в 1628 році Г. Де Вітт або Пітер Нейтс — ділянку між 20-м і 23-м градусами південної широти.

У 1627 році Нейтс відкрив на півдні Австралії частину узбережжя між 116-м та 133-м градусами східної довготи, що прилягає до Великої Австралійської затоки. Біля Арафурського моря Я. Карстенс простежив в 1623 році північний берег півострова Арнемленд і берег півострова Кейп-Йорк між 14-м і 17-м градусами південної широти. Частину Арафурського моря між ними він назвав затокою Карпентарія. Однак північні береги Австралії були вивчені недостатньо, а східний та південно-східний береги були зовсім невідомі.
Нова Голландія здавалася величезним північно-західним виступом Південного материка до 1642 року, коли Абель Тасман обігнув її з півдня, слідуючи від острова Маврикій через західну Океанію до Яви. 24 листопада 1642 року він відкрив поблизу 42-го градуса південної широти Землю Ван-Дімена, яку прийняв за частину Нової Голландії. Слідуючи з 5 грудня далі на Схід, він відкрив 13 грудня Нову Зеландію і пройшов вздовж її західного узбережжя аж до північного краю, але прийняв її за півострів Південного материка. В 1644 році він пройшов уздовж берегів затоки Карпентарія, обігнув півострів Арнемленд і, дійшовши до 24-го градуса південної широти, завершив в основному відкриття північного та північно-західного узбережжя Австралії. Фактично Тасман довів, що всі землі відкриті голландцями між затокою Карпентарія і Великою Австралійською затокою є частинами єдиного материка.
Англієць Джеймс Кук в 1769—1770 роках довів, що Нова Зеландія складається з двох островів. Звідти він пішов на захід і 19 квітня досяг Австралії біля 38-го градуса південної широти. Рухаючись у квітні-серпні на північ, він відкрив усе східне узбережжя Австралії, назвав його Новим Південним Уельсом та оголосив англійським володінням. Від північного краю східного узбережжя Кук повернув на захід і вдруге відкрив Торресову протоку.
У 1788 році флотилія під орудою капітана Артура Філіпа привезла в Новий Південний Уельс велику групу ув'язнених. У затоці Порт-Джексон (34-й градус південної широти) Філіп заснував перше європейське поселення в Австралії, майбутній Сідней.
В 1792 році французька експедиція Ж. Д'Антркасто пройшла вздовж Західної та Південної Австралії, а в 1793 відкрила на півночі острови Д'Антркасто і східне узбережжя Нової Гвінеї.
У 1798—1799 роках англійці Дж. Басс та М. Фліндерс відкрили протоку Басса, яка відокремлює материк від землі Ван-Дімена, обійшли її навкруги й назвали островом Тасманія.
У 1801 році француз Ніколя-Тома Боден відкрив півострів Перон на заході, затоку Жозеф-Бонапарт на півночі, а в 1801 році острів Кенгуру на південному сході. В 1801—1802 роках відкрив на півдні затоки Спенсера і Сент-Вінсент, розділені півостровом Йорк. У 1802—1803 роках Фліндерс обійшов навколо усієї Австралії, при цьому відкрив Великий Бар'єрний риф на всю його протяжність. Пізніше він запропонував перейменувати Нову Голландію на Австралію. Після плавань 1801—1803 років в Австралії не залишилося жодної значної ділянки берегової лінії, не нанесеної на карту.

## Відкриття внутрішніх просторів континенту
До 1813 року внутрішні області Австралії були ще суцільною «білою плямою». В 1813—1823 за невисокими горами на захід та північ від Сіднея відкрили верхні ділянки кількох річок, що текли на захід розлогими трав'янистими рівнинами які були чудовими пасовиськами. У 1828—1829 роках англієць Ч. Стьорт довів, що всі ці річки належать до єдиної системи Муррея — Дарлінга.
У 1831—1835 англієць Томас Мітчелл продовжив дослідження цієї річкової системи, а в 1836 році відкрив на південному сході Австралії лісисту гірську країну — Австралійські Альпи.
У 1840 році польський мандрівник Павел Стшелецький відкрив в Австралійських Альпах гірський масив Костюшко (вершина якого заввишки 2234 м є найвищою точкою Австралії) та витоки Муррея.
У 1844—1845 роках Людвіг Ляйхгард пройшов сушею в північно-західному напрямку від Брисбена до затоки Ван-Дімена, при цьому відкрив майже увесь Великий Вододільний хребет, окрім його північних околиць, та перетнув Арнемленд.
У 1846 році Мітчел дослідив північні притоки Дарлінга (річки Кондамайн та Уоррего) до їхніх витоків і тим завершив відкриття системи Муррея — Дарлінга.
Рухаючись на південній Австралії від затоки Сент-Вінсент на північ у пошуках пасовиськ, англієць Едвард Ейр відкрив у 1839 році хребет Фліндерс і солені озера Торренс та Ейр (найбільші в Австралії). В 1840—1841 роках, рухаючись на захід, він встановив, що вся низовина, яка прилягає до Великої Австралійської затоки, є пустелею.
У 1844—1845 роках Ч. Стьорт вперше, рухаючись від затоки Спенсера, досяг центральної Австралії і з'ясував, що на схід від озера Ейр простягається напівпустеля, а на півночі біля 26-го градуса південної широти — пустеля Сімпсон, перед якою він зупинився.
У 1855—1856 роках англійський мандрівник О. Грегорі перетнув Австралію в південно-західному напрямку, ніде, однак, не віддаляючись від моря більше як на 500 кілометрів. В 1858 році О. Грегорі перетнув Австралію в південно-західному напрямку — від Брисбена до Аделаїди, не віддаляючись від моря більш як на 900 кілометрів.
У 1860—1861 роках ірландець Р. Бьорк вперше перетнув Австралію з півдня на північ, від затоки Сент-Вінсент до затоки Карпентарія.
У 1859—1862 роках англієць Джон Стюарт перетнув Австралію від затоки Спенсера до затоки Ван-Дімена, при цьому відкривши центральний гірський масив. Його маршрутом була прокладена лінія трансавстралійського телеграфу, а в XX сторіччі — залізниця.
Територія на захід від телеграфної лінії була досліджена в 1872—1876 роках. Англійський мандрівник Е. Джайлс відкрив у центрі декілька гірських кряжів, які простяглися в широтному напрямку, та перетнув зі сходу на захід Велику пустелю Вікторія, а в протилежному напрямку — пустелю Гібсона.
Англієць Пітер Уорбертон перетнув зі сходу на захід Велику Піщану пустелю.
Дж. Форрест пройшов із заходу на схід між пустелями Гібсона та Великою пустелею Вікторії. Тобто були з'ясовані основні риси природи західної та центральної Австралії, і до кінця 70-х років XIX століття склалося правильне уявлення про фізичну карту усього континенту.
Серед дослідників XX століття можна назвати:
- Вілкінса, який досліджував райони Квінсленду та північної Австралії в 1923—1925 роках;
- австралійського мандрівника М. Террі, який склав карту напівпустельної смуги від річки Фіцрой до Стьорт-Крік та описав райони між лісистою північчю Австралії та пустелею в 1925 році;
- Медігена, який у 1929 році досліджував з літака пустелю Арунта і котловину озера Ейр;
- австралійця Маккая, що досліджував в 1926 році центральну Австралію і в 1928 році Арнемленд.

Також слід зазначити, що протягом усього XX століття проводилися приватні дослідження континенту, пов'язані передусім із пошуком корисних копалин.